# 𐤉
La yod (𐤉‏) es la décima letra del alfabeto fenicio. Representaba la consonante palatal sonora /j/. De esta letra derivan la yud siríaca (ܝ), la yod hebrea (י), la yāʾ árabe (ي), la iota (Ι) griega, las I y J latinas y las І, Ї y Ј cirílicas.
Debido a la pronunciación semivocálica de esta letra, da su nombre al fenómeno lingüístico yod.

## Historia
Literalmente significa «mano» o «brazo» y probablemente deriva de un glifo con el mismo significado. De hecho, yod (יד) en hebreo y yad (يد) en árabe significan ambos «mano». El glifo podría estar últimamente relacionado con el jeroglífico de «mano».
El término yod se utiliza a menudo para referirse al sonido del habla [ j ], una aproximante palatina, incluso en discusiones sobre lenguas no escritas en abjads semíticos, como en fenómenos fonológicos como el inglés " yod-dropping ".
| Egipcio | Protosinaítico | Fenicio |
| ------- | -------------- | ------- |
| 𓂣       |                | 𐤉       |

### Evolución
| Fenicio | Púnico | Arameo   | Arameo  | Arameo | Arameo    |
| Fenicio | Púnico | Imperial | Nabateo | Hatreo | Palmireno |
| ------- | ------ | -------- | ------- | ------ | --------- |
|         |        |          |         |        |           |

## Descendientes

### Alfabeto árabe
La letra ي se llama yāʼ (يَاء). Su forma es diferente según su posición en la palabra:
| Posición | Aislada | Final | Media | Inicial |
| -------- | ------- | ----- | ----- | ------- |
| Forma:   | ی       | ـی    | ـیـ   | یـ      |

Se pronuncia como una aproximante palatal /j/, normalmente al principio de las palabras delante de vocales cortas o largas. Además puede sonar como una /i/ o una /e/ largas.
Como vocal, yāʾ puede servir como el "asiento" del hamza : ئ
Una forma similar pero distinta de yāʾ es ʾalif maqṣūrah ( أَلِف مَقْصُورَة) " alif limitado/restringido", con la forma ى. Indica una /aː/ larga final.

### Alfabeto hebreo
En hebreo su nombre es יוֹד, coloquialmente יוּד. Representa una aproximante palatal ([j]). Como mater lectionis, representa la vocal [i]. Al final de palabras con vocal o cuando está marcado con un sheva naj, representa la formación de un diptongo, como /ei/ , /ai/  u /oi/.
 

### Alfabeto siríaco
| Madnḫaya | Serṭo | Esṭrangela | Unicode |
| -------- | ----- | ---------- | ------- |
|          |       |            | ܝ       |
| Yod      | Yud   | Yod        | yōḏ     |

En alfabeto siríaco, la décima letra se llama, en siríaco clásico, ܝܘܕ - yōḏ. El valor numérico de la yōḏ es 10. 
| Sonido principal principal | Mater lectionis |
| -------------------------- | --------------- |
| J                          | I               |

El sonido principal de esta letra es /j/, pero la letra también se puede usar para representar el sonido vocálico /i/. Cuando la yōḏ va después de una rvaṣa, se lee solo una /e/, es decir, que la yōḏ no se lee.

## Unicode
| Carácter      | ܝ                  | ܝ                  | ࠉ                    | ࠉ                    |
| ------------- | ------------------ | ------------------ | -------------------- | -------------------- |
| Unicode       | SYRIAC LETTER YUDH | SYRIAC LETTER YUDH | SAMARITAN LETTER YUT | SAMARITAN LETTER YUT |
| Codificación  | decimal            | hex                | decimal              | hex                  |
| Unicode       | 1821               | U+071D             | 2057                 | U+0809               |
| UTF-8         | 220 157            | DC 9D              | 224 160 137          | E0 A0 89             |
| Ref. numérica | &#1821;            | &#x71D;            | &#2057;              | &#x809;              |

| Carácter      | 𐎊                   | 𐎊                   | 𐡉                            | 𐡉                            | 𐤉                     | 𐤉                     |
| ------------- | ------------------- | ------------------- | ---------------------------- | ---------------------------- | --------------------- | --------------------- |
| Unicode       | UGARITIC LETTER YOD | UGARITIC LETTER YOD | IMPERIAL ARAMAIC LETTER YODH | IMPERIAL ARAMAIC LETTER YODH | PHOENICIAN LETTER YOD | PHOENICIAN LETTER YOD |
| Codificación  | decimal             | hex                 | decimal                      | hex                          | decimal               | hex                   |
| Unicode       | 66442               | U+1038A             | 67657                        | U+10849                      | 67849                 | U+10909               |
| UTF-8         | 240 144 142 138     | F0 90 8E 8A         | 240 144 161 137              | F0 90 A1 89                  | 240 144 164 137       | F0 90 A4 89           |
| Ref. numérica | &#66442;            | &#x1038A;           | &#67657;                     | &#x10849;                    | &#67849;              | &#x10909;             |